# Eva Grieco

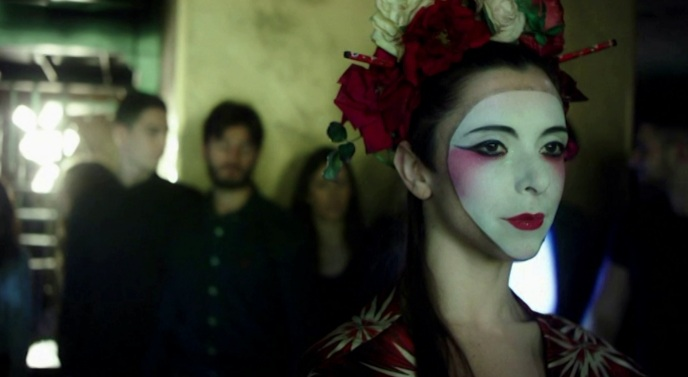
Eva Grieco in una scena del film Sole Cuore Amore, di Daniele Vicari (2015)

Eva Grieco (Roma, 13 settembre 1984) è una danzatrice e attrice italiana.

## Biografia
Nata a Roma intraprende professionalmente la carriera di danzatrice nel 1995 assieme alla compagnia del Teatro dell'Opera di Roma, nel Balletto Fellini, dove interpreta Federico Fellini bambino, con la regia di Micha Van Hoecke, trasmesso in mondovisione su Rai 1.
Viene scelta dal regista cinematografico Roberto Faenza per recitare il ruolo della giovane Marianna Ucrìa, nel film omonimo, tratto dal romanzo La lunga vita di Marianna Ucrìa di Dacia Maraini. L'interpretazione della giovane bambina sordomuta risulta così convincente da farle ottenere una candidatura ai David di Donatello 1997 e ai Nastri d'argento 1998 come migliore attrice non protagonista.
Dopo il diploma con borsa di studio nel 2002 alla English National Ballet School di Londra, continua a lavorare come danzatrice in varie compagnie di danza contemporanea italiane e internazionali. Dal 2015 porta avanti una ricerca sulla composizione (o scrittura) istantanea in scena, in collaborazione con diversi artisti: danzatori, musicisti, filmmaker, fotografi. Conduce laboratori di training e creazione per professionisti, studenti e amatori; con la compagnia ArteStudio di Riccardo Vannuccini ha condotto training fisici in centri per l’immigrazione, istituti penitenziari e campi profughi.
Nel 2017 torna sullo schermo cinematografico nel film Sole cuore amore di Daniele Vicari, presentato alla Festa del cinema di Roma, dove interpreta il ruolo di una danzatrice amica stretta della protagonista interpretata da Isabella Ragonese. Per il film di Vicari ha personalmente creato e interpretato le coreografie di danza contemporanea presenti nel lungometraggio.
Nel 2020 la casa editrice di Torino Robin Edizioni pubblica una sua raccolta di poesie dal titolo Danze per bestie selvatiche. Il libro è inserito nella collana Libri per tutte le tasche diretta da Claudio Maria Messina. Nel 2021, con alcuni brani tratti dalla sua seconda raccolta inedita Rilassare i masticatori, è in finale al Premio InediTO Colline di Torino nella sezione poesia presieduta dal poeta Milo De Angelis. Nel 2022 la casa editrice Pequod pubblica la sua seconda raccolta di poesie dal titolo Rilassare i masticatori.

## Filmografia

### Cinema
- Marianna Ucrìa, regia di Roberto Faenza (1997)
- Sole cuore amore, regia di Daniele Vicari (2017)
- Bangla (serie), regia Emanuele Scaringi (2022)

### Videoclip
- Buleria, brano di LeSigarette!!, regia di Marco De Giorgi (2015)
- La musica non serve a niente, brano di Le sigarette!!, regia Marco de Giorgi
- Nastro magnetico, brano di Lucio Leoni ft. Mokadelik, regia di Niccolò Falsetti e Stefano De Marco (2020)
- Fashion clip per Mantù Castor, Modena, regia Giacomo Bolzano (2021)
- Hope Is a trap, brano Manlio Maresca, regia Sergio Totale

### Danza in video
- Amaranto - progetto D U S K (2015)
- DARE? -  progetto D U S K (2017)
- Ultima lagrima - progetto D U S K (2017)
- On a wall, regia di Eva Grieco, musiche di Marco Colonna (2020)
- Danze per bestie selvatiche - Book Trailer - progetto D U S K (2021)
- CAVA, a diptych on the paths of the mind - Eight-footed Mole, regia di Alessandro Ciccarelli, musiche di Elnath Project, pubblicato da Wish Fulfillment Recordings(2021)
- On a wall - live streaming, musiche Marco Colonna, Ibidem Roma (2021)
- Slancio - progetto D U S K (2021)
- (N)EVER LONELY - progetto D U S K (2022)

## Teatro

### Danza
- Balletto Fellini, coreografie Micha Van Hoecke Teatro dell'Opera di Roma in modo visione su Rai1 (1996)
- Lo Schiaccianoci, coreografie Fabrizio Monteverde, Teatro dell'Opera di Roma (1997)
- Walz, coreografie Floris Alexander, Compagnia della Scuola di danza del Teatro dell'Opera di Roma, direzione Elisabetta Terabust (1998)
- Preludi e Fughe, Floris Alexander, Compagnia della Scuola di danza del Teatro dell'Opera di Roma, direzione Elisabetta Terabust (1998)
- Graduation ball, coreografie Devid Lichin, Compagnia della Scuola di danza del Teatro dell'Opera di Roma, direzione Elisabetta Terabust (1998)
- Conservatoire, August Bournonville, Compagnia della Scuola di danza del Teatro dell'Opera di Roma, direzione Elisabetta Terabust (1998)
- Cortocircuito, coreografie Emanuela Tagliavia, Compagnia della Scuola di danza del Teatro dell'Opera di Roma, direzione Elisabetta Terabust (1998)
- Pulcinella, coreografie Massimo Moricone, Compagnia della Scuola di danza del Teatro dell'Opera di Roma, direzione Elisabetta Terabust (1998)
- Notte Trasfigurata, coreografie Massimo Moricone Compagnia della Scuola di danza del Teatro dell'Opera di Roma, direzione Elisabetta Terabust (1999)
- West side Story, regia J.Robbins, Teatro dell'opera di Roma (2000)
- Astamanera, coreografie Enzo Celli, Botega (2003)
- Otello, coreografie Enzo Celli, Botega (2003)
- Ulisse, coreografie Fabrizo Monteverde, Gruppo nuova danza (2004)
- Stati Comunicanti, coreografie Mauro Astolfi, Spellbound contemporary Ballet (2005)
- Quattro, coreografie Mauro Astolfi, Spellbound contemporary Ballet (2005)
- Camouflage, coreografie Mauro Astolfi, Spellbound contemporary Ballet (2006)
- Carmina Burana, coreografie Mauro Astolfi, Spellbound contemporary Ballet (2007)
- Duende, coreografie Mauro Astolfi, Spellbound contemporary Ballet, Teatro Verdi (Pisa) (2007)
- Nafas/Emotinal balance, coreografie Mauro Astolfi, Spellbound contemporary Ballet, Teatro Ambra Jovinelli (2008)
- Triste y sola, Compagnia Dansepartout, Luc Bouy (2008)
- Peter and the Wolf, coreografie Didy Veltman, New Victory Theater Off-Broadway, Teatro Carré (2009)
- Om en viskning (About a whisper), coreografie Eva Lundqvist, Vindhaxor Dans Gruppen (2010)
- I dröm-tysta sken (In dream silent glow), coreografie Eva Lundqvist, Vindhaxor Dans Gruppen (2011)
- Saw the white buffalo dancing, coreografie Eva Lundqvist, Vindhaxor Dans Gruppen, Dansens Hus Stockholm (2012)
- Cheetah Running, coreografie Eva Lundqvist, Vindhaxor Dans Gruppen, Dansens Hus Stockholm (2013)
- Residuale < forma 1 >, coreografie Alessandra Sini, Sistemi Dinamici Altamente Instabili, Teatro Biblioteca Quarticciolo (2013)
- Residuale, coreografie Alessandra Sini, Sistemi Dinamici Altamente Instabili, Rialto Roma (2014)
- Selfie, LuogoComuneDanza, Teatro Mascagni (Chiusi) (2014)
- Panic, LuogoComuneDanza, Roma Fringe Festival (2015)

### Teatrodanza
- Macbeth, regia Henning Brockhaus, Teatro dell'opera di Roma (1995)

- Annabel Lee, regia Riccardo Vannuccini, ArteStudio, Casa Internazionale delle Donne (2015)
- Respiro, regia Riccardo Vannuccini, ArteStudio, Teatro Argentina (2016)
- No Hamlet please, Riccardo Vannuccini, ArteStudio, Teatro India (2016)
- Waterproof (resistenti all'acqua), regia Riccardo Vannuccini, ArteStudio, Macro (2016)
- Ofelia Clown, regia Riccardo Vannuccini, ArteStudio, tour nelle carceri del Lazio (2016)
- Terramadre, regia Alba Bartoli, Canepezzato, Carcere di Regina Coeli (2016)
- Erodiade, regia Riccardo Vannuccini, ArteStudio, Casa Internazionale delle Donne (2016)
- Cleopatras, regia Maria Sandrelli, Casa Internazionale delle Donne (2016)
- Africa Bar, regia Riccardo Vannuccini, ArteStudio, Teatro Argentina (2017)
- Il teatro del rammendo, regia Riccardo Vannuccini, ArteStudio. Ex mattatoio (Roma) (2017)
- Marziani, regia Riccardo Vannuccini, ArteStudio, Casa Internazionale delle Donne (2017)
- Pentesilea, regia Riccardo Vannuccini, ArteStudio, Casa Internazionale delle Donne (2017)
- Play on the beach, regia Riccardo Vannuccini, ArteStudio, Explora, il museo dei bambini di Roma (2017)
- Lucy, Regia Riccardo vannuccini, Casa internazionale delle donne (2018)
- One Table and Five Chairs, regia Riccardo Vannuccini, ArteStudio, Arapacis, Manifesta, WEGIL-Roma, SPAM - Amburgo, City Festival-Leicester (2019)

### Autrice
- Raffaello Stanze, regia Eva Grieco, Casa Internazionale delle Donne Roma (2016)
- Selfie avec l'artist, regia Riccardo Vannuccini, ArteStudio, GNAM (2016)
- Less is more, regia Eva Grieco, Teatro Furio Camillo (2017)
- Scilla taglia i capelli a Niso, regia Eva Grieco, Casa Internazionale delle Donne Roma, Teatro Marconi (2017)
- Bach fuga Africa, regia Riccardo Vannuccini, ArteStudio, Musei Capitolini (2017)
- Paesaggio estivo senza spiaggia, regia Riccardo Vannuccini, ArteStudio, GNAM (2017)
- Antigone, regia Eva Grieco, Casa Internazionale delle Donne Roma, (2018)
- Overture, regia Vittoria Faro, Spazio Recherche Roma (2019)
- Omaggio a David Lynh, musica dal vivo Elnath Project, regia Vittoria Faro, Spazio Recherche (2019)

## Libri
- Danze per bestie selvatiche, Robin Edizioni, Torino (2020)
- Rilassare i masticatori, Pequod (2022)

## Riconoscimenti
2021 Premio InediTo Colline di Torino
Finalista – sezione poesia 
Opera Rilassare i masticatori
| David di Donatello | David di Donatello | David di Donatello                | David di Donatello |
| Anno               | Titolo             | Categoria                         | Risultato          |
| ------------------ | ------------------ | --------------------------------- | ------------------ |
| 1997               | Marianna Ucrìa     | Migliore attrice non protagonista | Candidato/a        |

| Nastro d'argento | Nastro d'argento | Nastro d'argento                  | Nastro d'argento |
| Anno             | Titolo           | Categoria                         | Risultato        |
| ---------------- | ---------------- | --------------------------------- | ---------------- |
| 1998             | Marianna Ucrìa   | Migliore attrice non protagonista | Candidato/a      |